# تيت مودرن (متحف)
متحف تيت مودرن، (بالإنجليزية: Tate Modern)، هو معرض الفن الحديث في لندن. وهو معرض وطني في بريطانيا للفن الحديث الدولي، ويشكل جزءا من مجموعة تيت (جنبا إلى جنب مع تيت بريطانيا، تيت ليفربول، تيت سانت ايفيس وتيت أون لاين). ويقع مقره في محطة توليد الطاقة السابقة بانك سايد، في منطقة بانك سايد من لندن بورو من ساوثوورك. يضم المعرض مجموعة من الأعمال الفنية الدولية الحديثة والمعاصرة والتي يعود تاريخها إلى عام 1900.
ويقع متحف تيت مودرن، وهو محطة طاقة سابقة، على نهر التايمز  بالقرب من كاتدرائية «سان بول»، حيث يجذب أكثر من خمسة ملايين زائر سنويا.

## الخلفية التاريخية
تم تصميمه في الأصل من قبل السير جيلز جيلبرت سكوت، مهندس محطة كهرباء باترسي، وبني على مرحلتين بين عامي 1947 و1963. وأغلقت محطة توليد الكهرباء في عام 1981. وفي عام 1992. وهو بمثابة متحف مخصص لعرض كل ما يتعلق بالفن الحديث. كان هذا المتحف سابقاً بمثابة محطة لتوليد الكهرباء وقد تم إعادة بنائه في وقت لاحق ليصبح بهذا الشكل الرائع. تم إنشاء المعرض في عام 2000 ومنذ ذلك الحين أصبح مقصداً للسياح المحليين والدوليين على حد سواء.
وقد تم طرح مسابقة لبناء متحف تيت مودرن في متحف الفن الوطني البريطاني بمبنى جديد للفن الحديث. وكان الغرض من المبنى الجديد المساعدة في الاتساع وجمع الفن الحديث والمعاصر. وفي عام 1995 أعلن أن هرتزوغ ودي ميرون الفوز في المنافسة بتصميم بسيط. قرر المهندسين المعماريين إعادة بناء المبنى الحالي بدلا من تدميره. متحف تيت مودرن هو مثال على إعادة التكيف، وعملية إيجاد حياة جديدة في المباني القديمة. المبنى نفسه لا يزال يشبه المصنع المبني في القرن 20 في الاسلوب من الخارج والتي ينعكس على الداخل من الجدران رمادي داكن، العوارض الصلبة وأرضيات خرسانية. وتتكون واجهة المبنى من 4.2 مليون طوبه تم فصلها بواسطة مجموعة من النوافذ العمودية رقيقة التي تساعد على خلق ضوء دراماتيكي للداخل. كان تاريخ الموقع وكذلك المعلومات حول تحويل الأساس إلى 2008 . مهندسي هيرتسوغ ودي مورون : كيمياء البناء وتيت مودرن. وأجري هذا العمل تحويل تحديا من قبل كاريليون. والإبقاء على الثلث الجنوبي من المبنى من قبل شركة الكهرباء الفرنسية EDF للطاقة باعتبارها محطة كهرباء فرعية (في عام 2006، نشرت الشركة نصفها للقابضة).

## صالات العرض

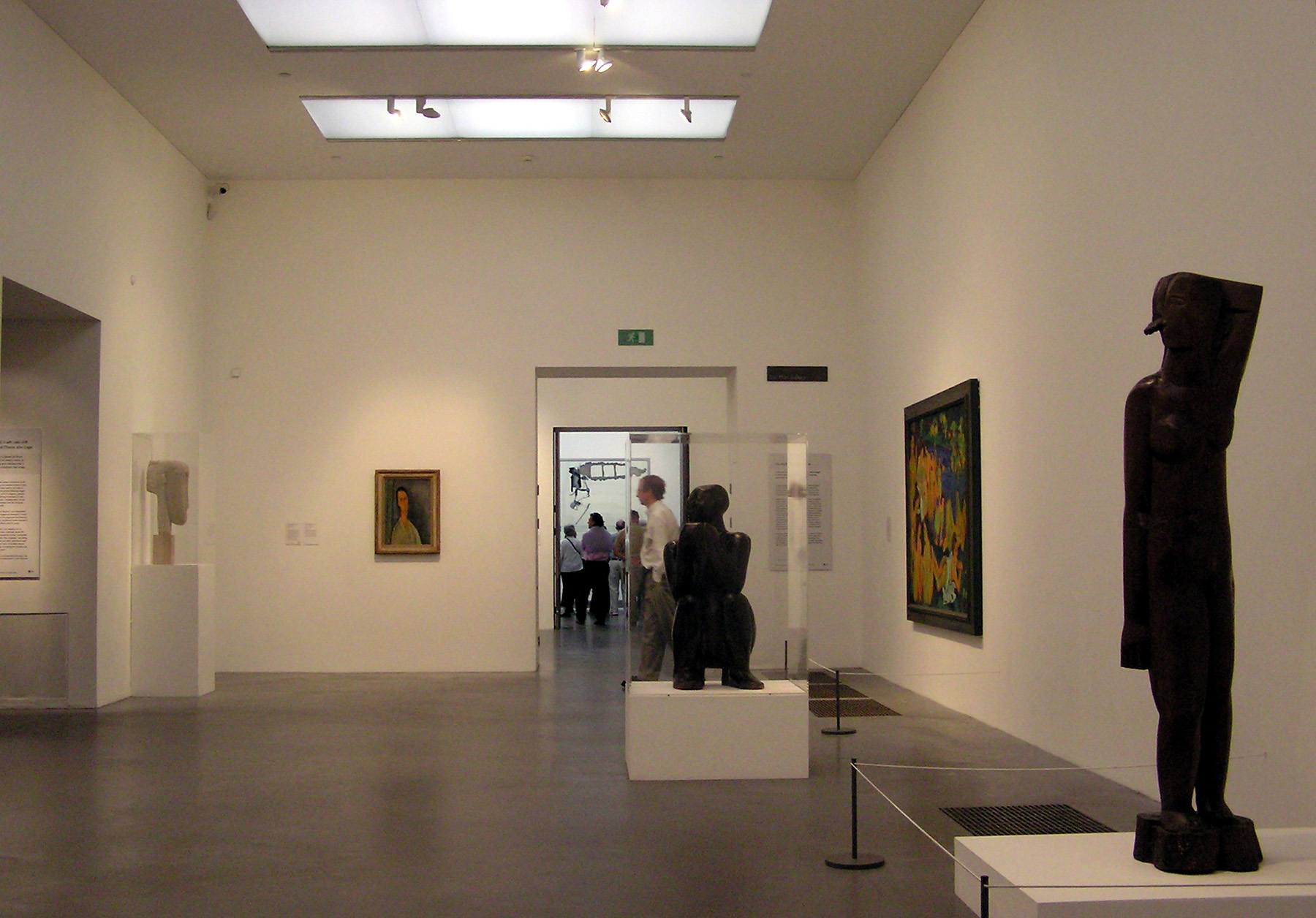
متحف تيت مودرن

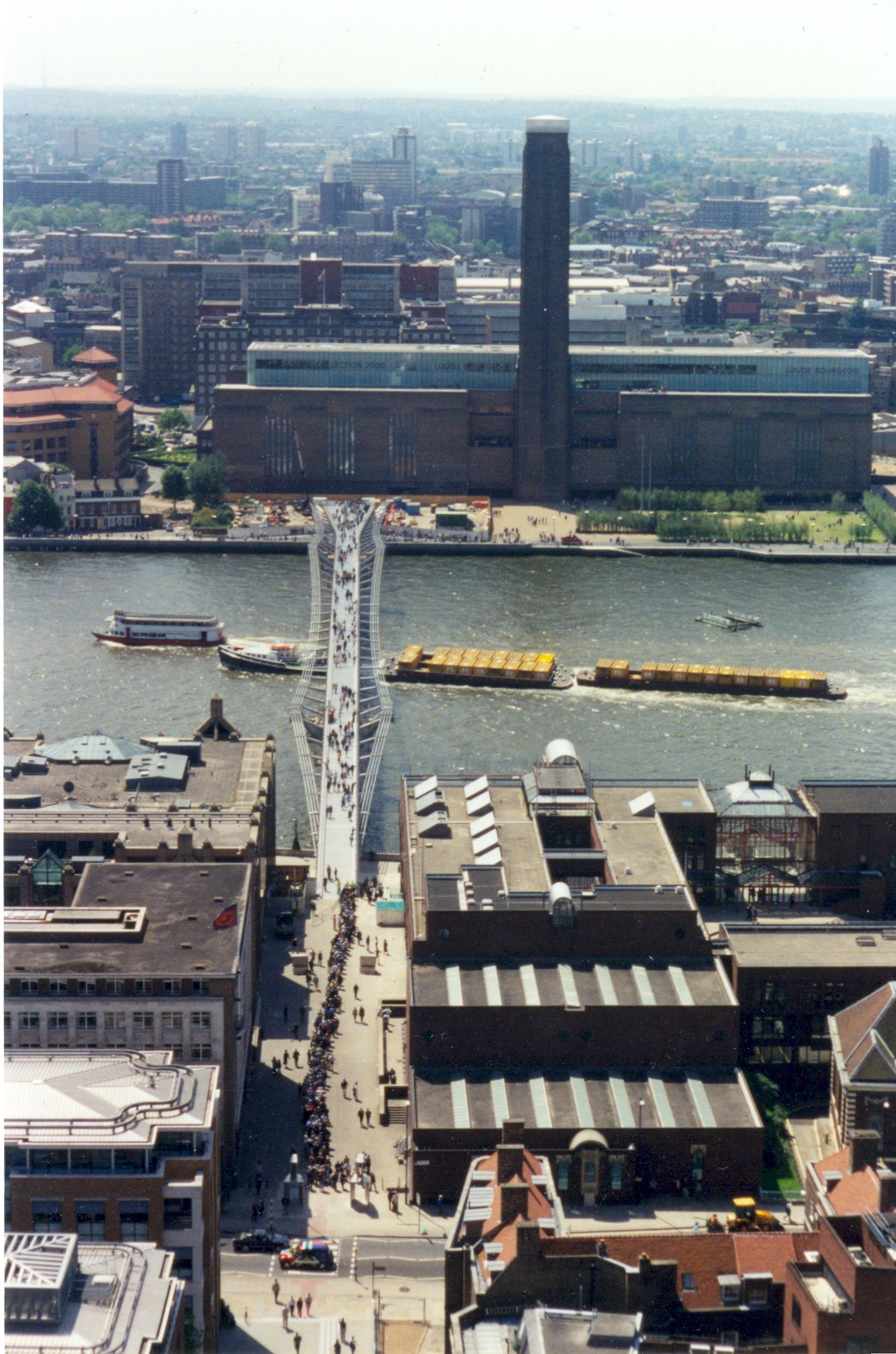
متحف تيت مودرن في يوم افتتاح جسر الألفية في عام 2000

يعتبر معرض تيت مودرن أكبر مساحة للفن الحديث في لندن، وتضم طوابقه السبعة مجموعة من أرقى أعمال الفن المعاصر في العالم، والدخول مجانا فيما عدا المعارض الخاصة التي تقام بصفة دورية. فن يؤرخ من عام 1900 وحتى اليوم.
حالياً يضم سبعة طوابق، مرقمة في الأصل من 1-7، حيث كانت فيما مضى من 0-6 في عام 2012. يتم عرض المعروضات في المتحف بصورة موضوعية وليست زمنية، وتنقسم المعروضات بشكل عام إلى 4 فئات هي التاريخ / الذاكرة / المجتمع / الحركة / الجسد/ المناظر الطبيعية / المادة / البيئة / الحياة الساكنة / الأشياء / الحياة الحقيقية. وعلاوة على ذلك، المتحف مصنف بأكمله عبر الإنترنت.
تعرض المجموعة رئيسية من 4 أجنحة كل جناح يتناول ما يقرب من نصف طابق كامل من المبنى الرئيسي. كل جناح يحتوي على موضوع اسمه أو الموضوع. داخل كل جناح هناك بعض الغرف التي تتغير بشكل دوري تظهر أعمال مختلفة تمشيا مع الموضوع العام أو موضوع الجناح.
تضم منطقة بانك سايد أيضاً العديد من المعالم الأخرى. وكانت أحدث إضافة لهذه المنطقة هي جسر ملينيوم الذي صممه اللورد فوستر والذي بلغت تكلفته 14 مليون جنية استرليني. يعمل الجسر كحلقة وصل بين تيت مودرن وكاتدرائية سانت بول التي تقع على الضفة الشمالية لنهر التايمز.
كما يقع في منطقة بانك سايد أيضاً مسرح شكسبير غلوب، الذي تم إعادة بناءه بصورة رائعة، ويعرض هذا المسرح أعمال شكسبير والمسرحيات التي كتبها.

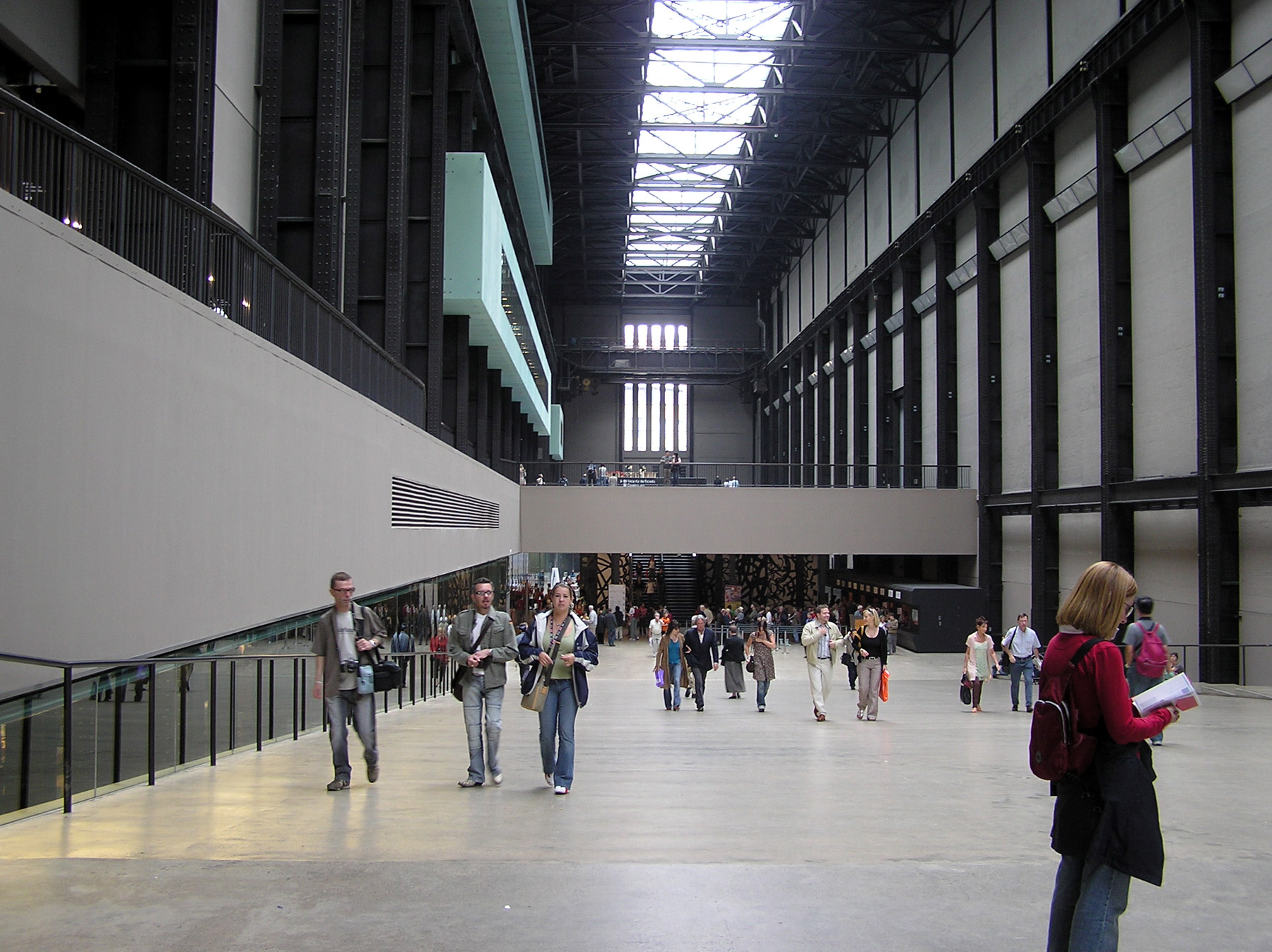
قاعة التوربينات في تيت مودرن، لندن

### المرافق الأخرى
بالإضافة إلى مساحة المعرض هناك عدد من المرافق الأخرى:
- مساحة أداء كبيرة في واحدة من صهاريج في الطابق 0 يستخدم لعرض برنامج تغيير الأداء يعمل في بعض الأحيان هناك رسوم للدخول.
- قاعة وغرفة دراسية في الطابق 1 والتي تستخدم لعرض أفلام وفعاليات عادة ما يكون هناك رسوم للدخول.
- مركز كلور التعليمي، كلور غرفة المعلومات واستوديوهات في الطابق 0 وهي مرافق للاستخدام من خلال زيارة المؤسسات التعليمية.
- عدد من المحلات التجارية الكبيرة والصغيرة لبيع الكتب والمطبوعات والبضائع.
- مقهى ومطعم وبار وغرفة للأعضاء.
- حديقة تيت مودرن، تطل على منطقة بانك سايد المفتوحة.

## أعلى نسبة زوار

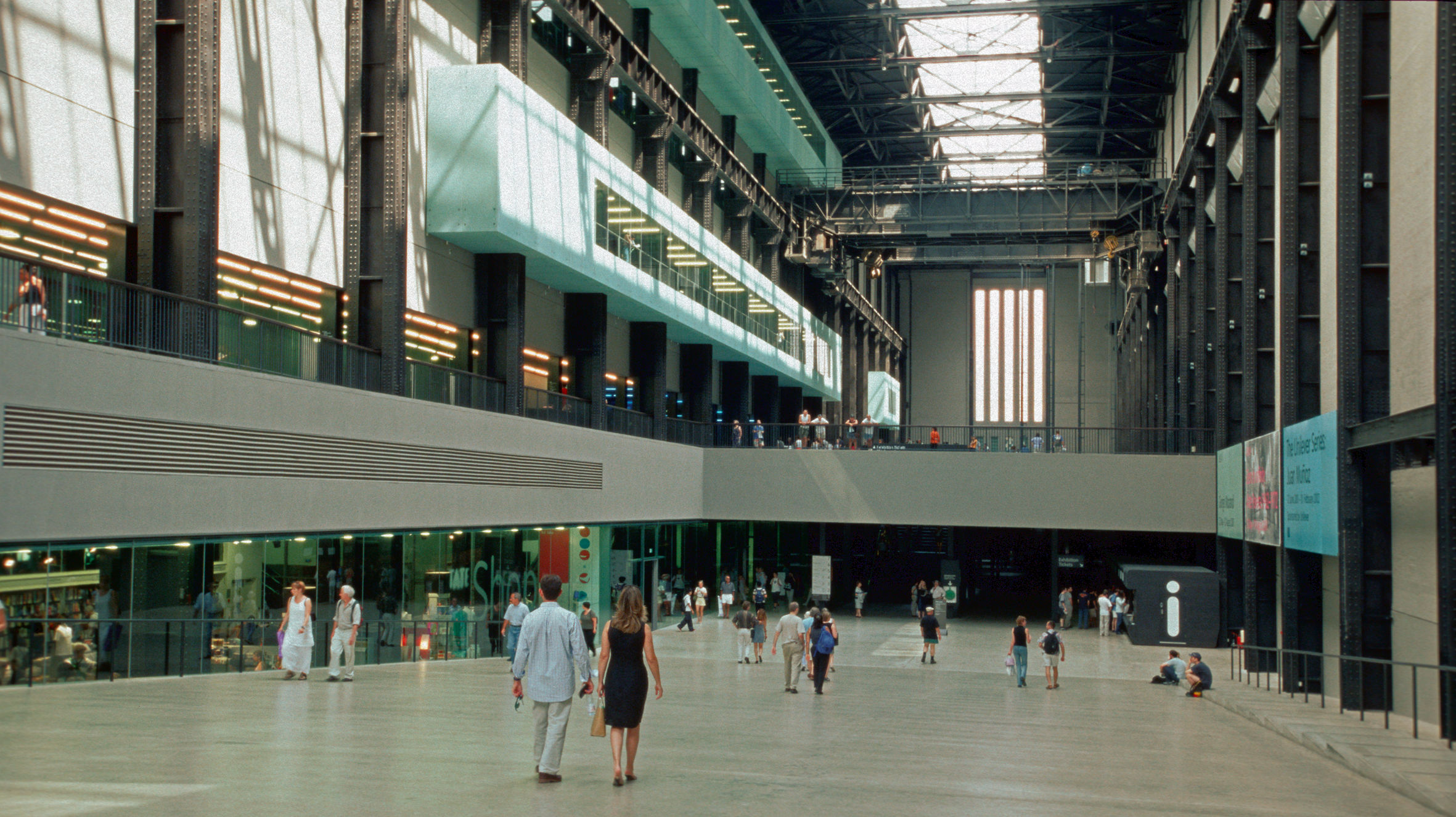
جانب من المتحف

سجل متحف تيت مودرن البريطاني أعلى نسبة زائرين في عام 2012م، حيث بلغ عدد الزوار 5.3 مليون زائر خلال عام واحد. وقد ذكر نائب المدير إليكس بيرد أن سنة 2012م كانت استثنائية في تيت مودرن، حيث إنه فتح الأبواب لأول معرض في العالم يمثل كائنات حية حقيقية بشكل فني.

## أوقات الدوام
تيت مودرن مفتوح 362 يوما في السنة، ولكن يغلق من 24-26 ديسمبر. ومفتوح حتى 6 مساء طوال أيام الأسبوع، و10 من مساء يوم الجمعة والسبت.

## معرض الصور

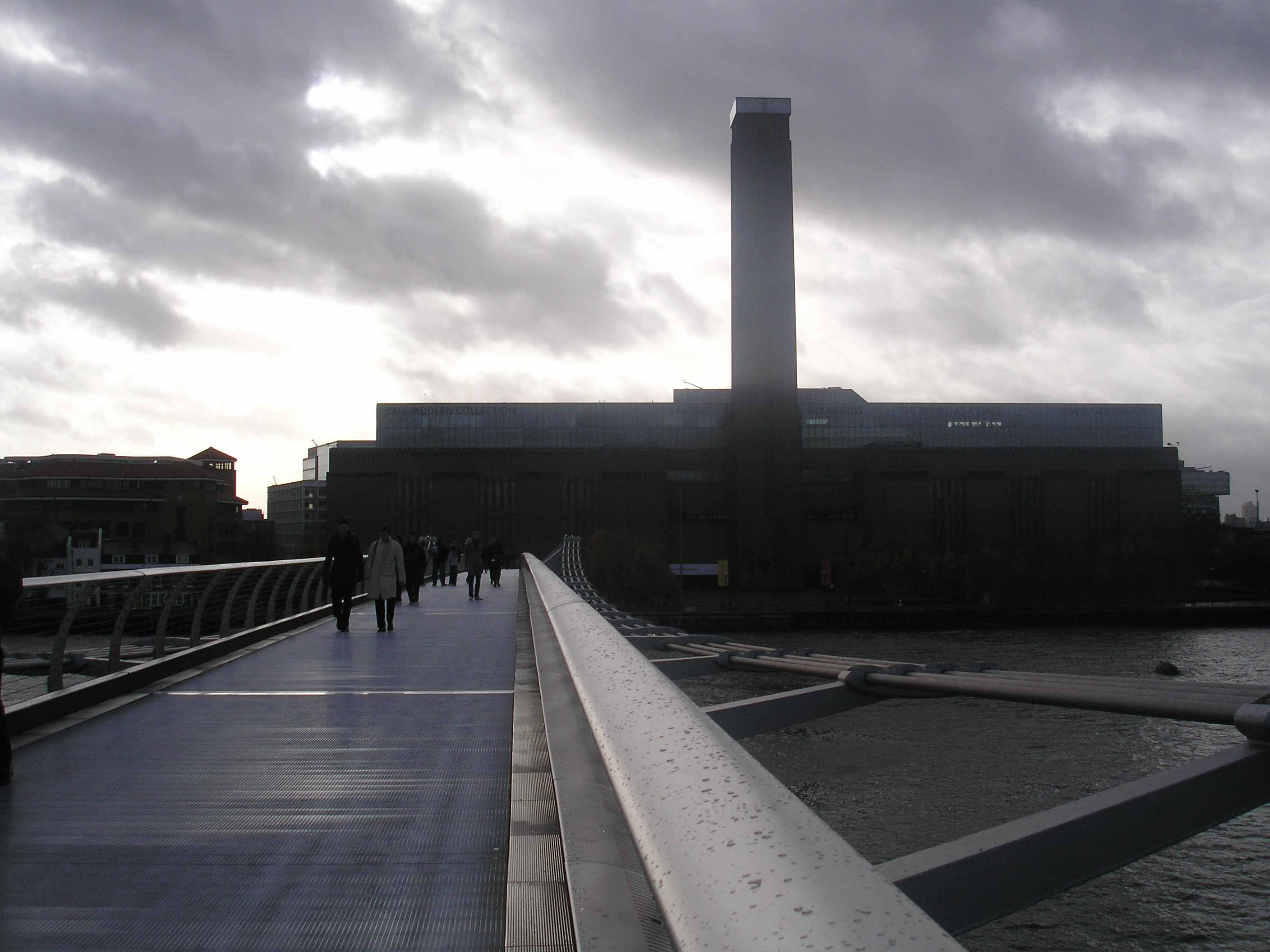
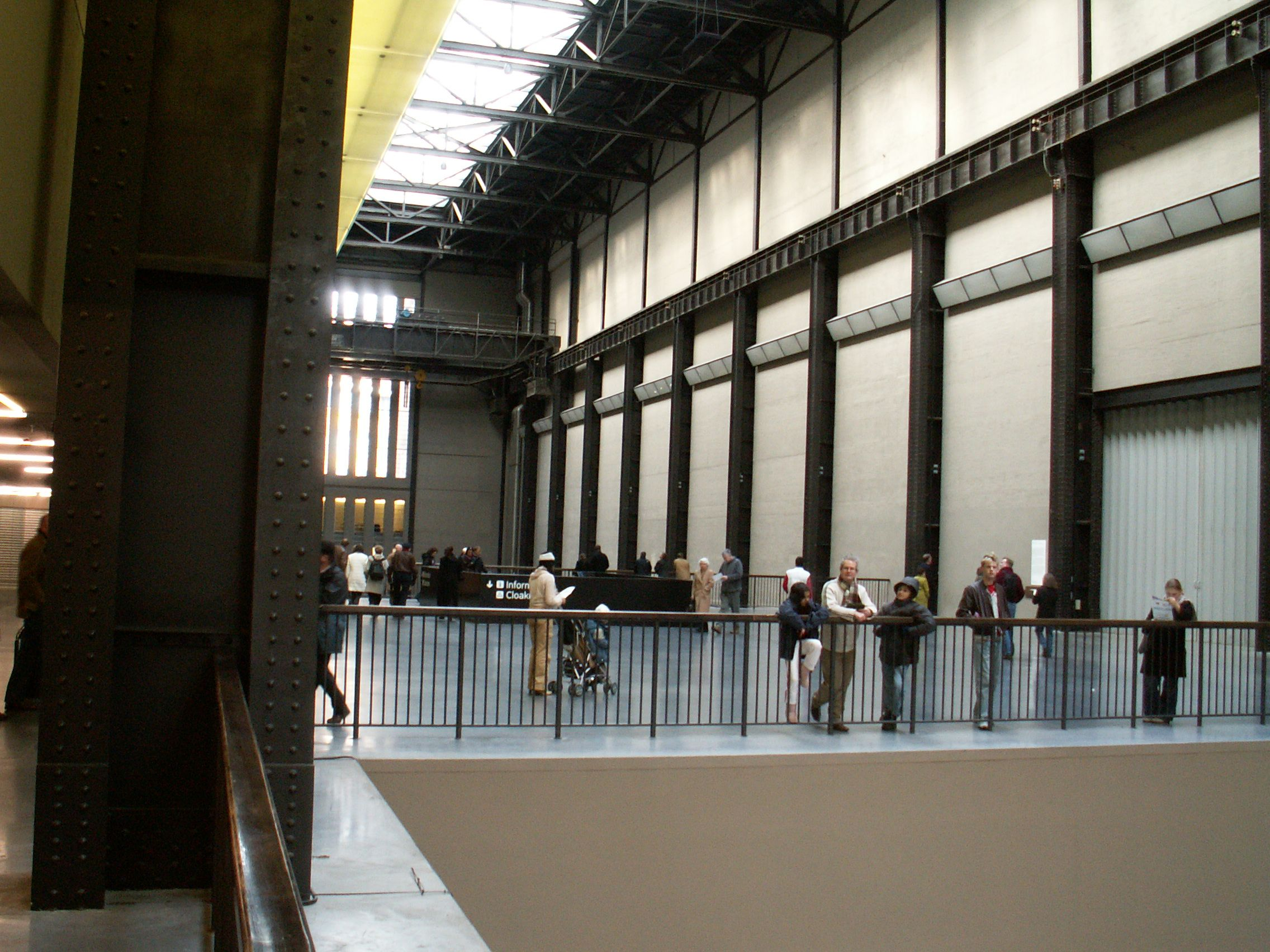
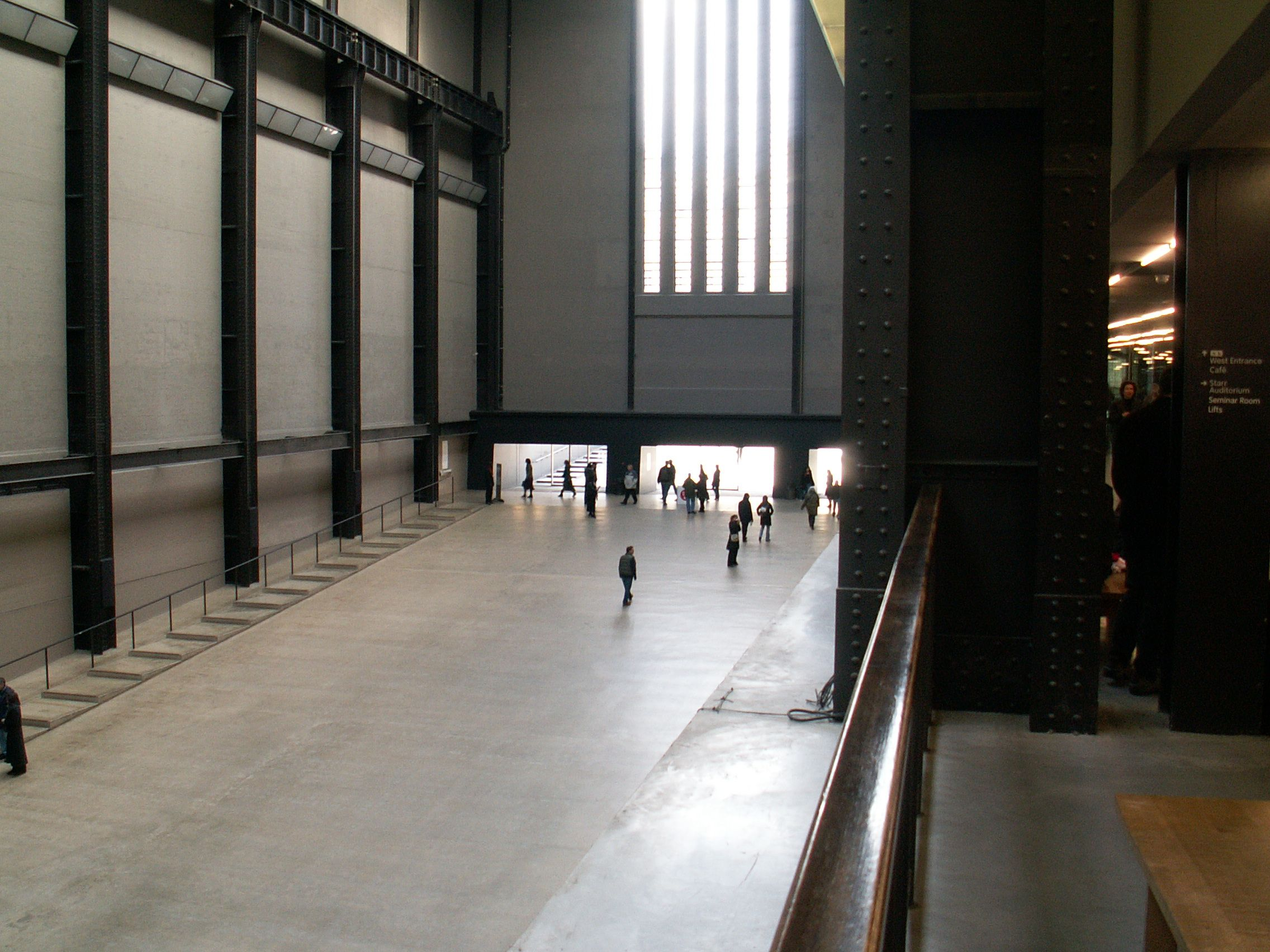
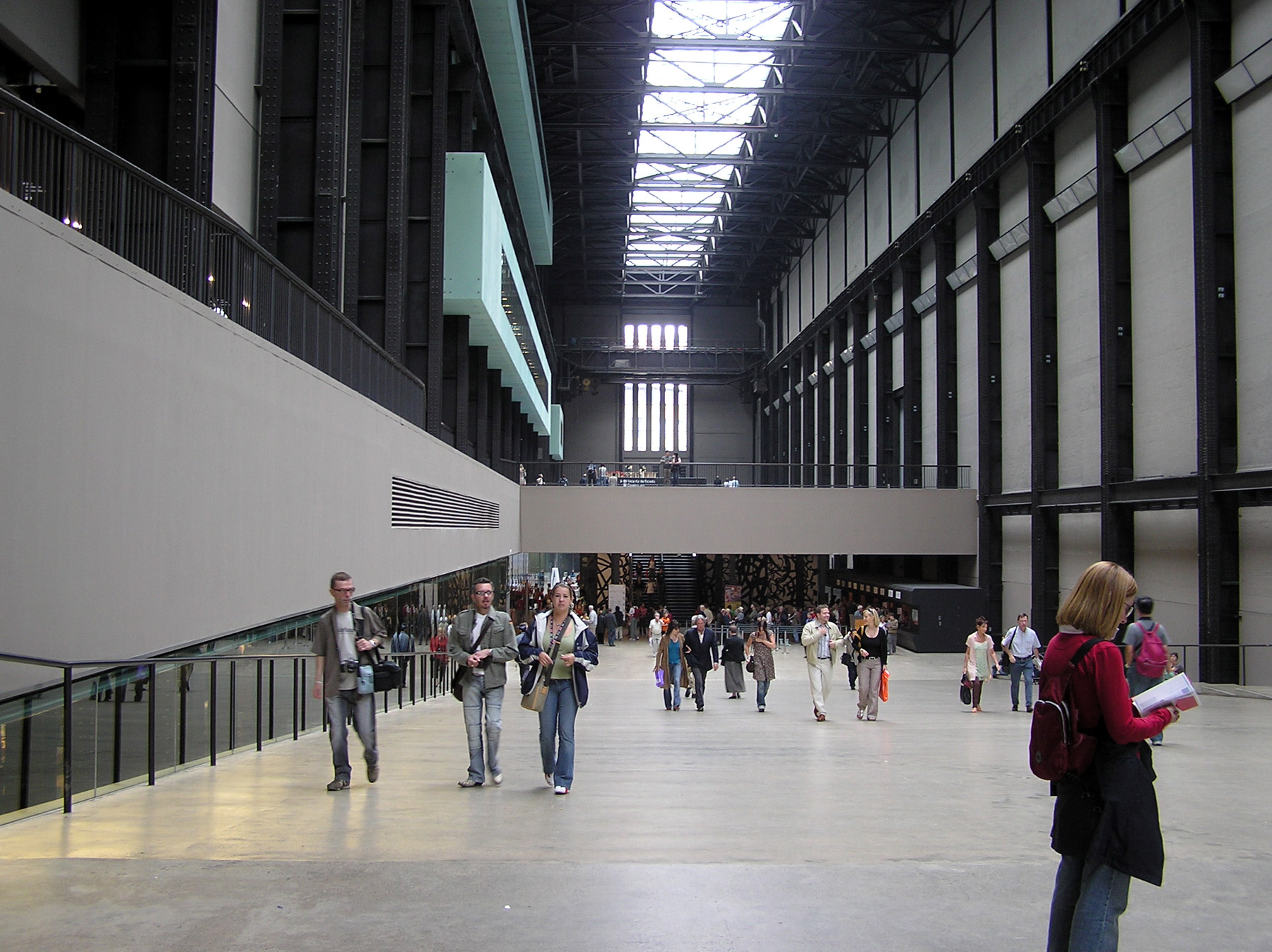
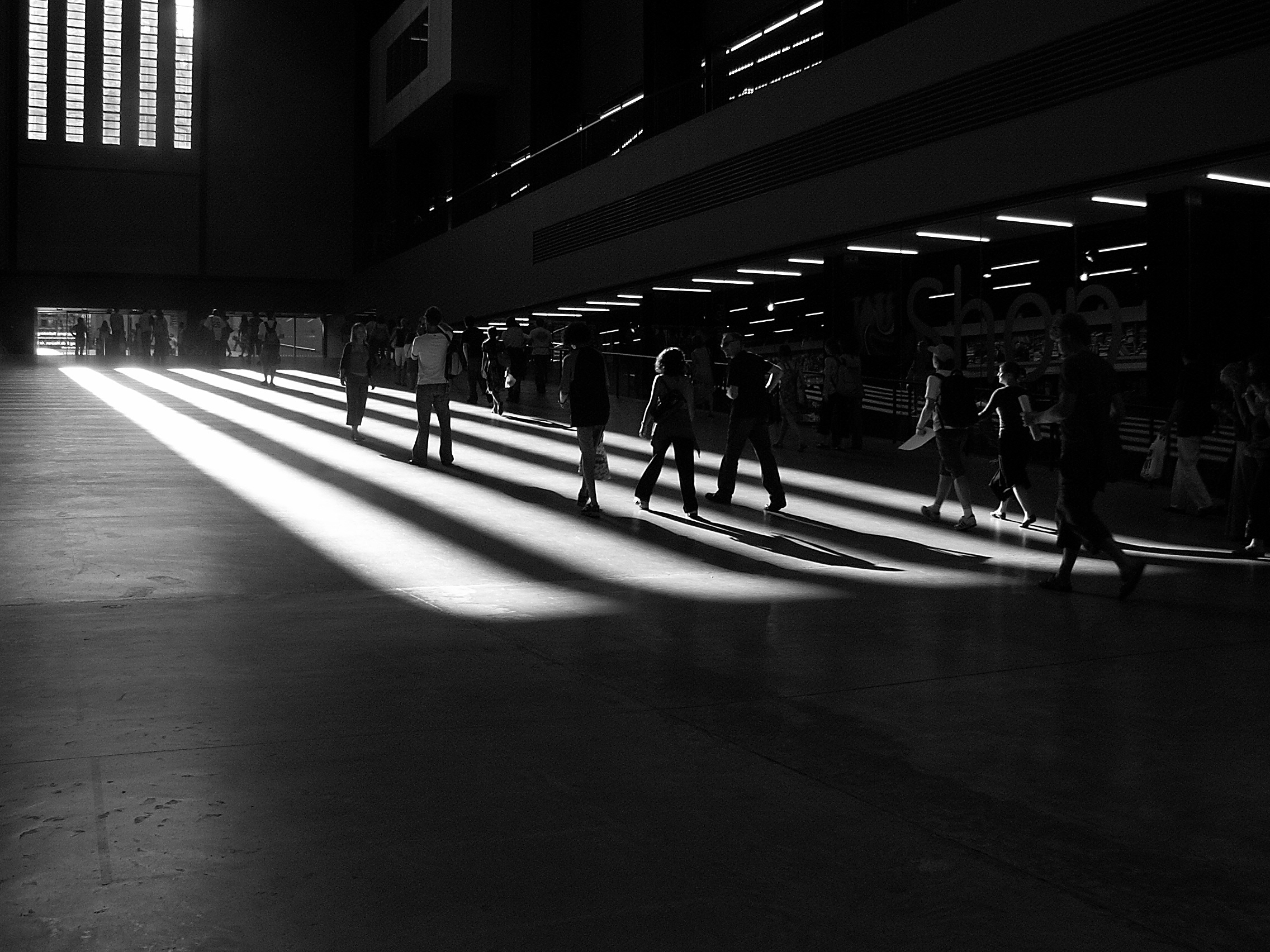
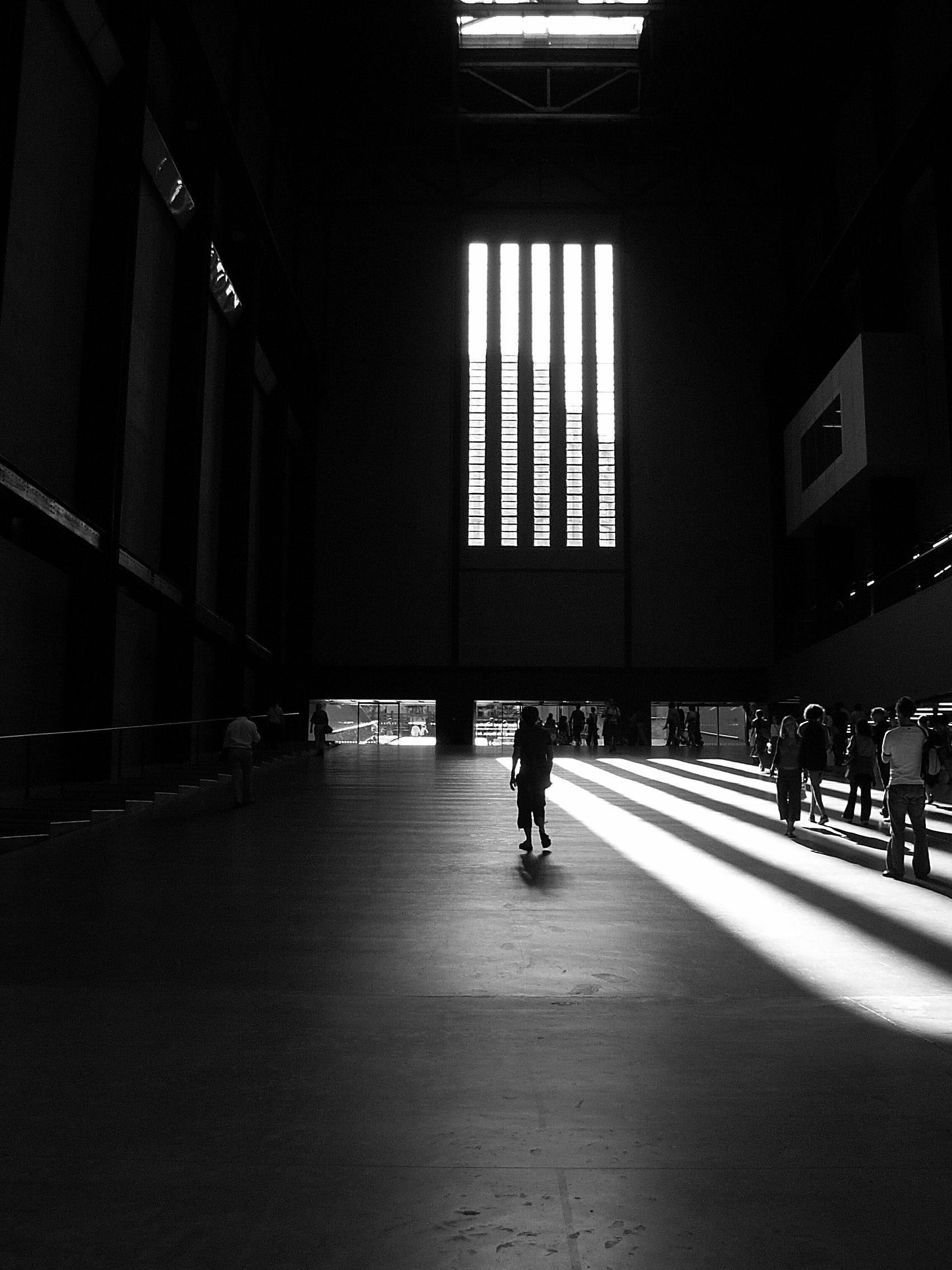
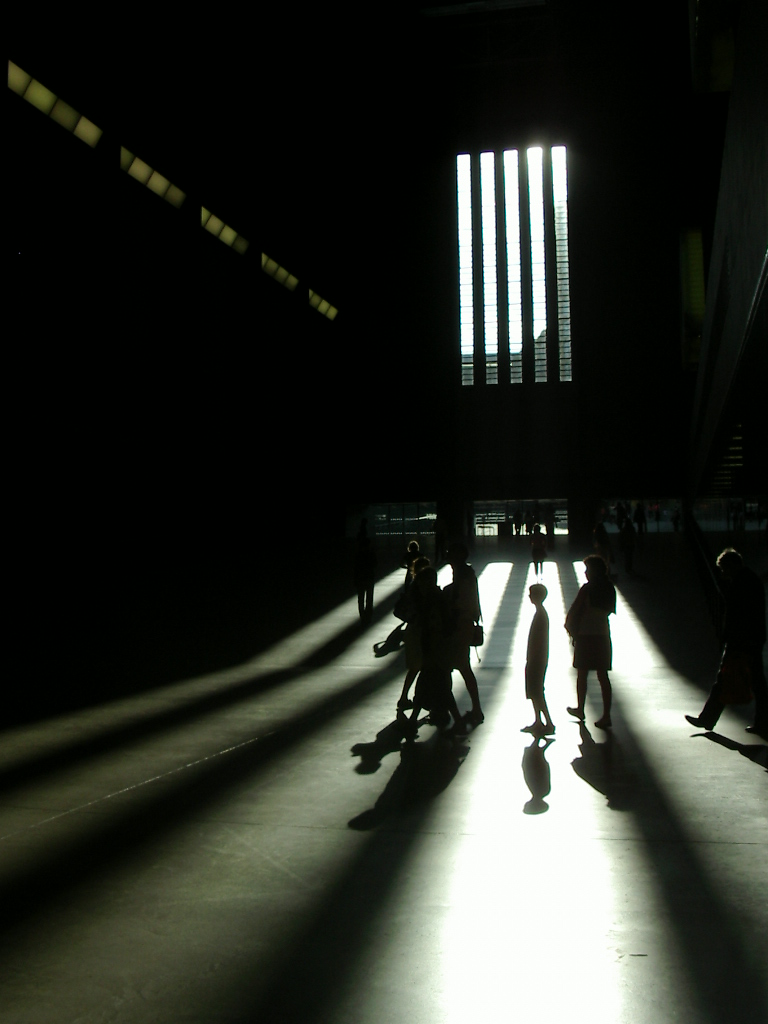
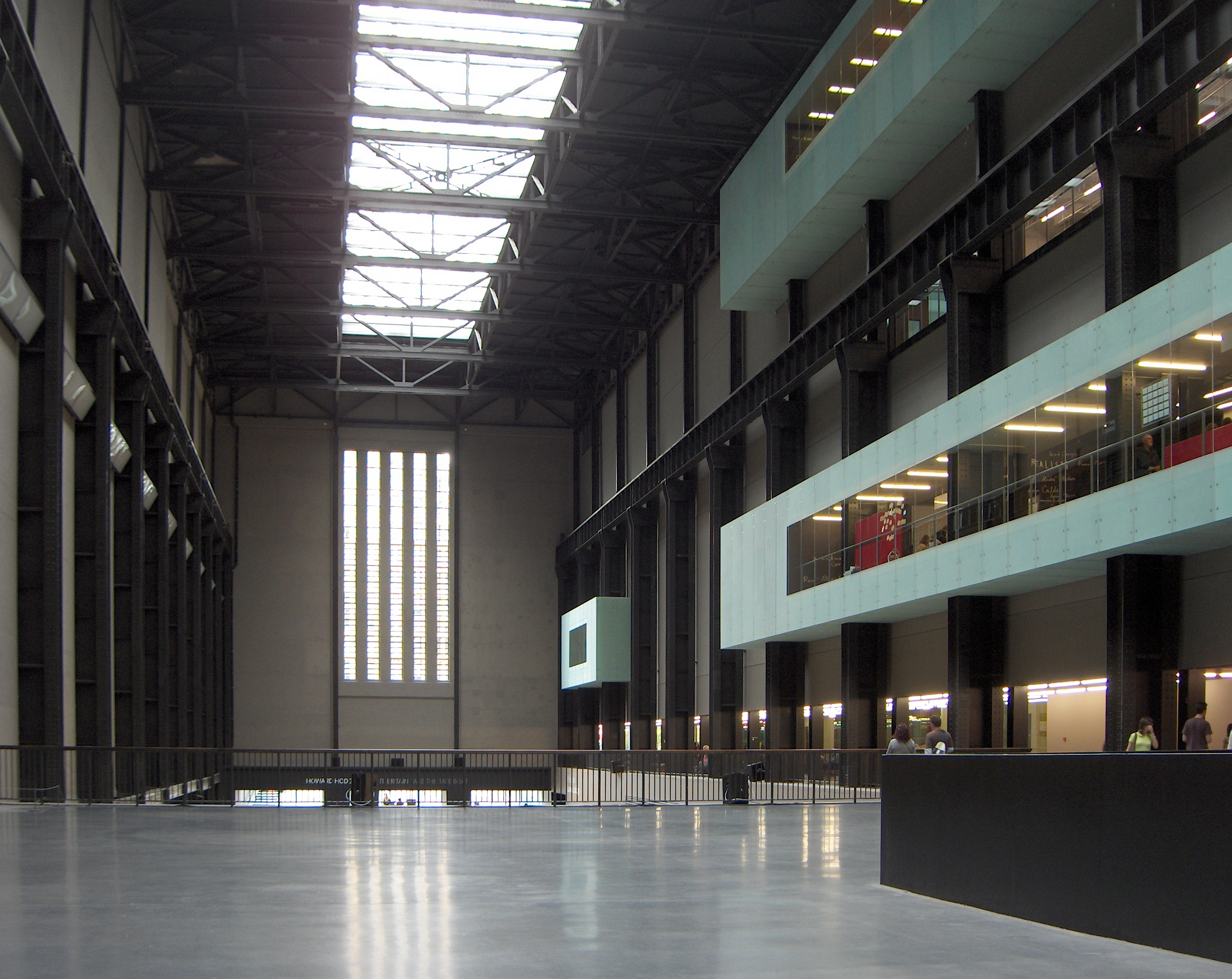
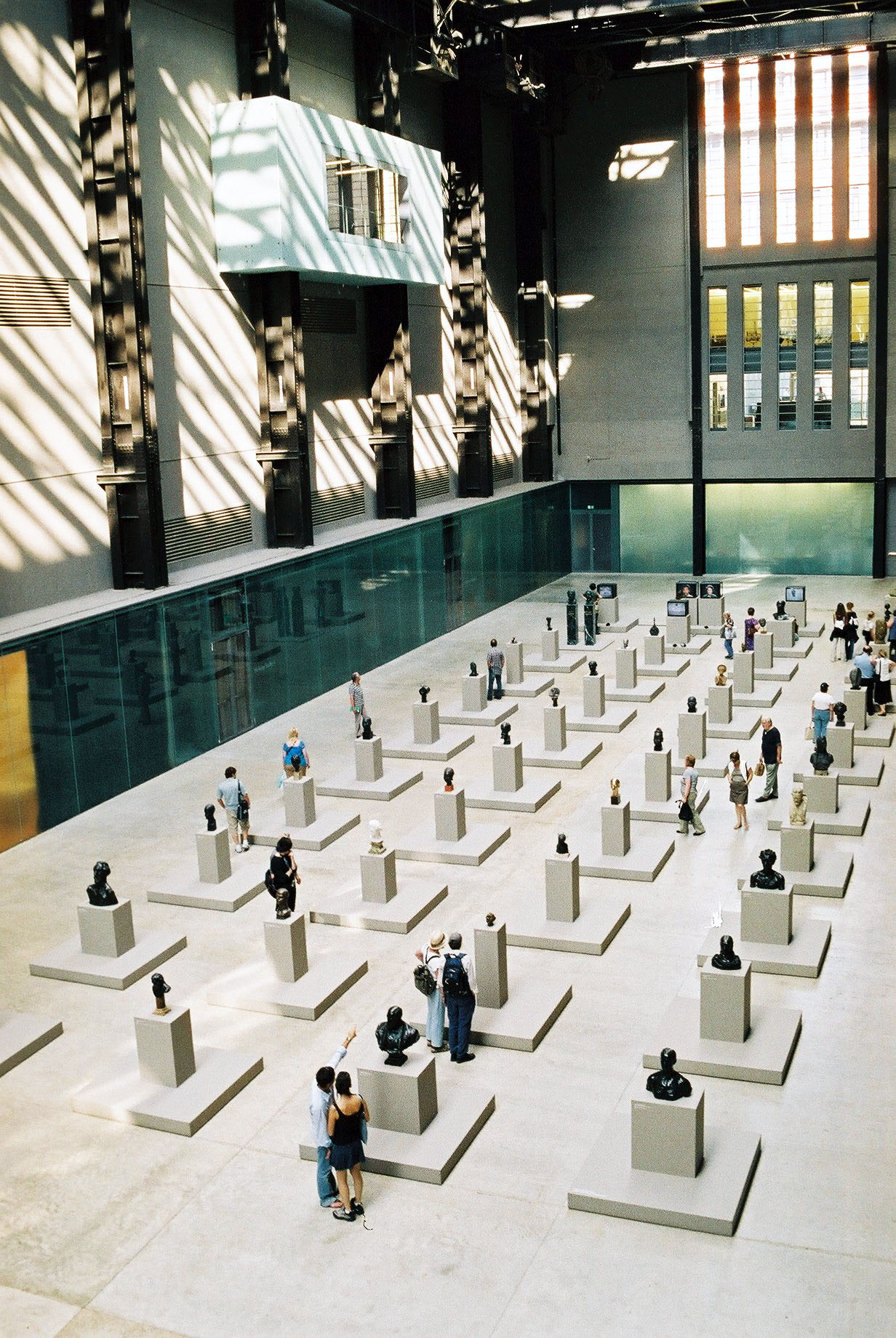
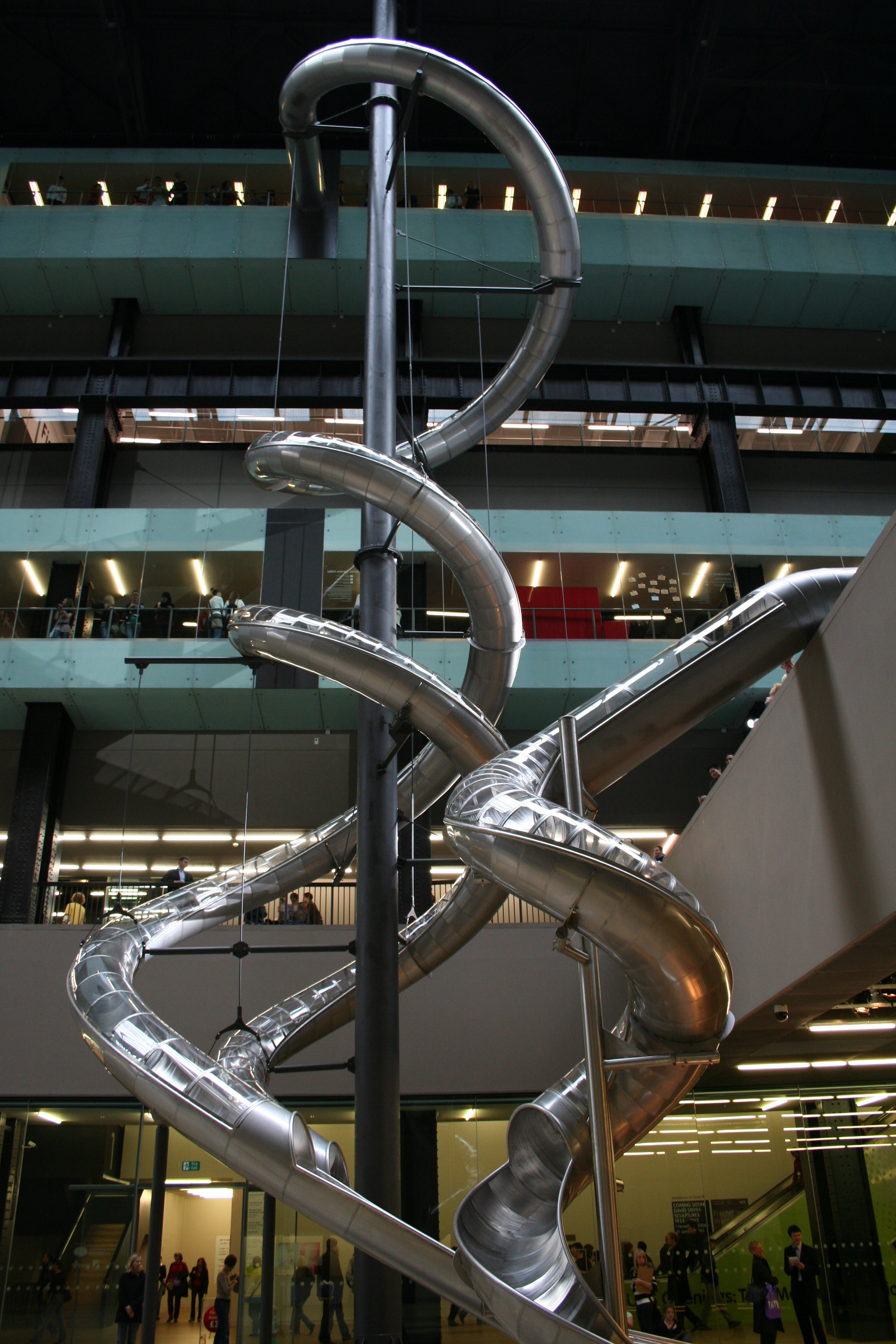
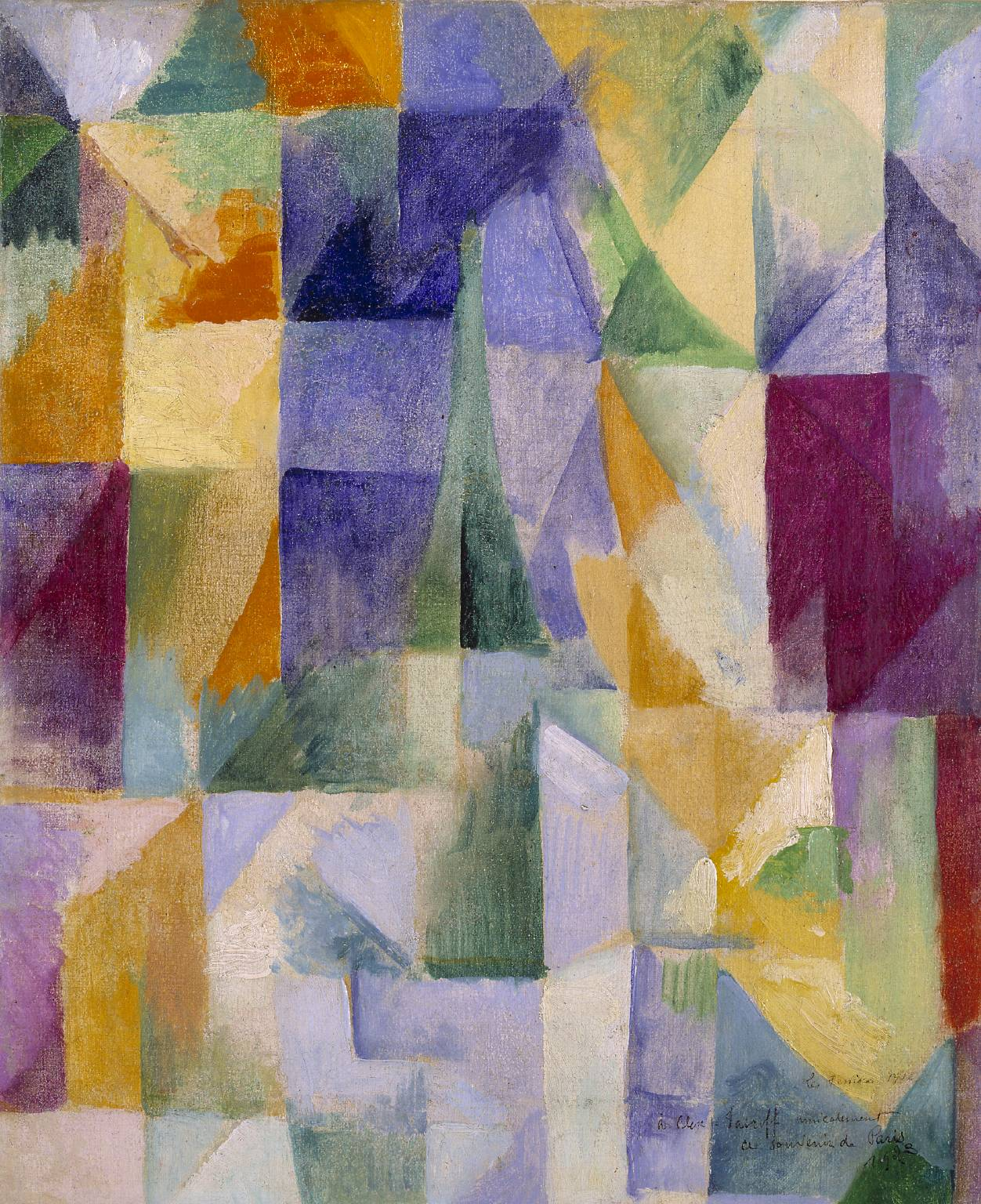
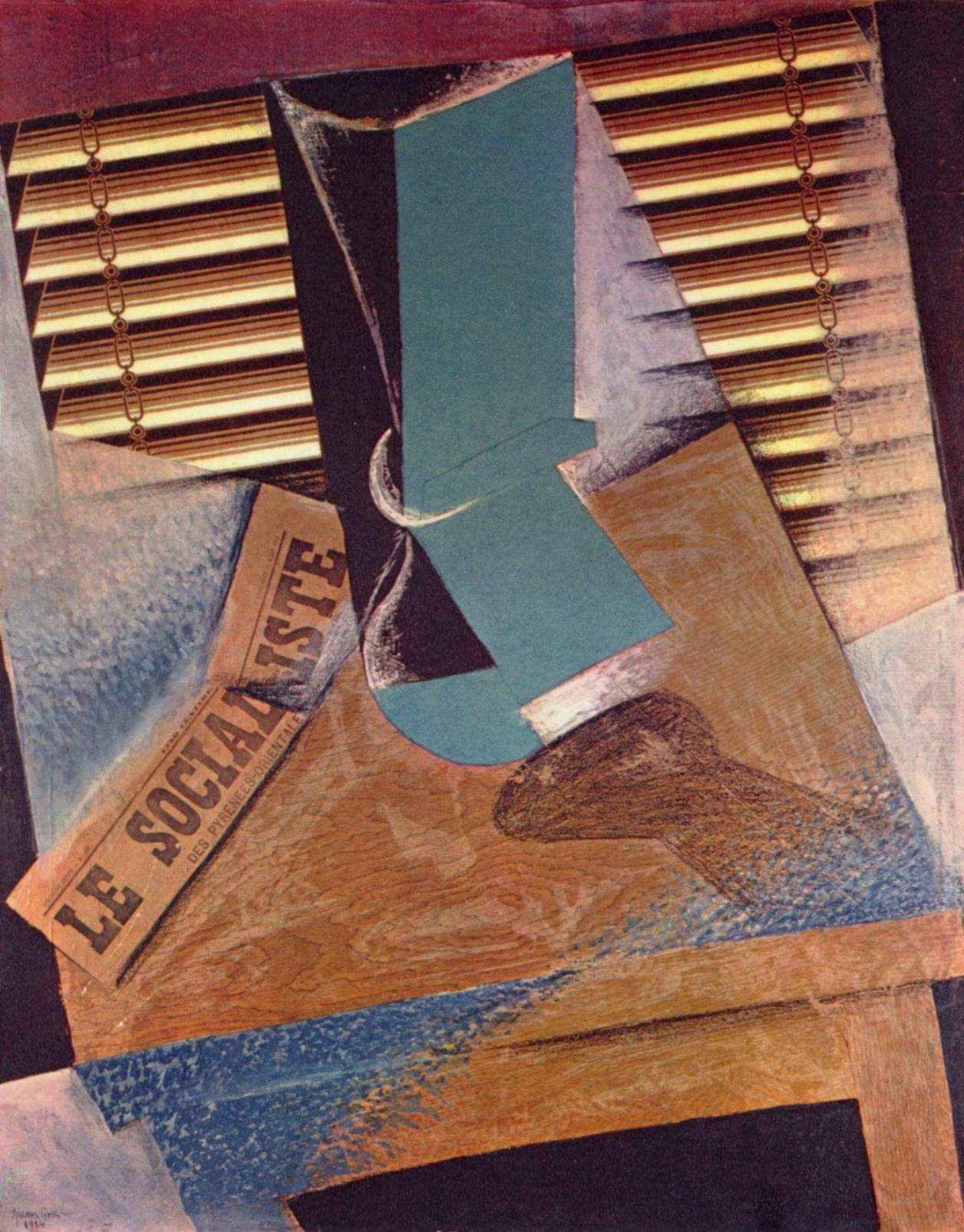
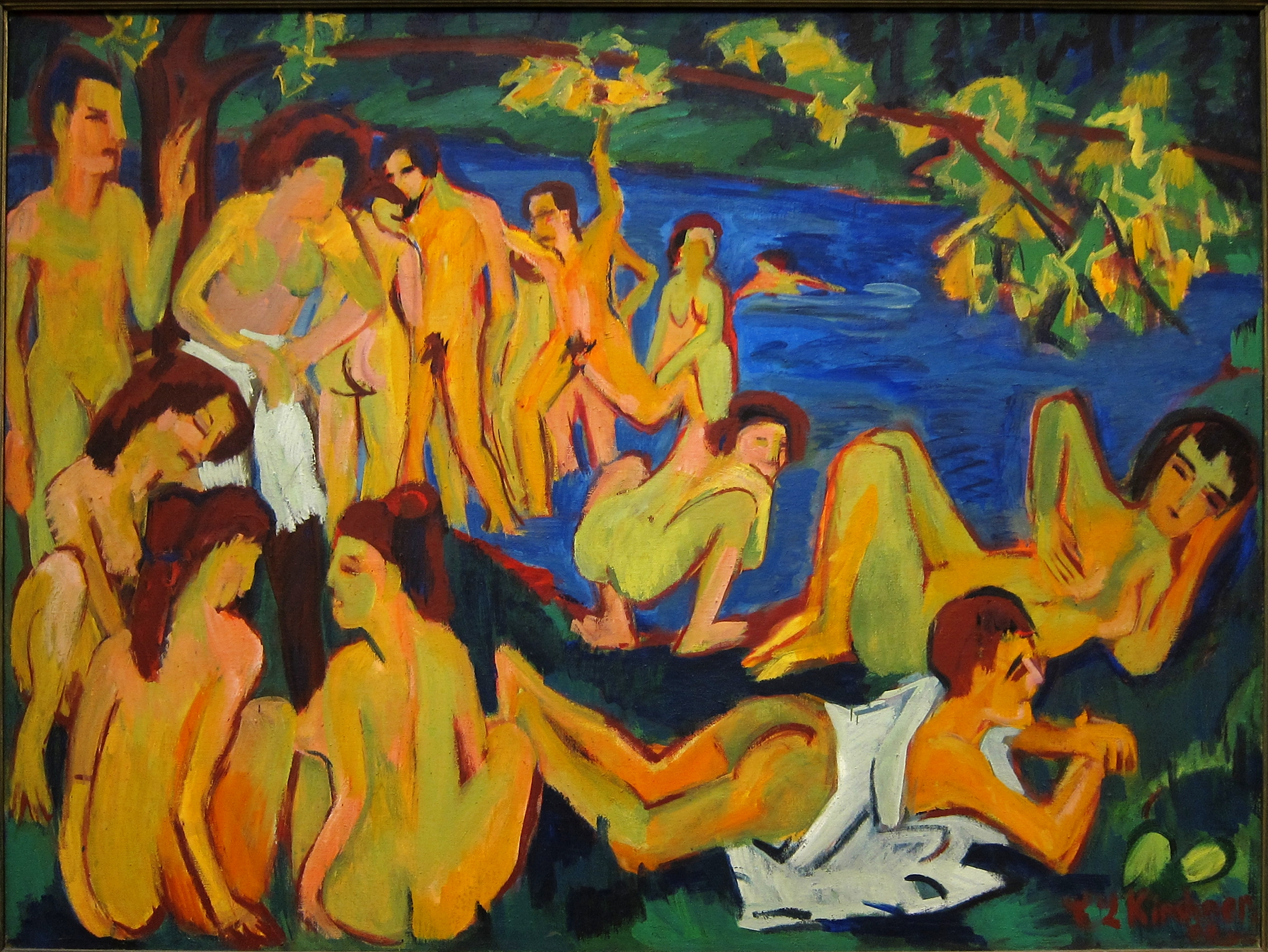
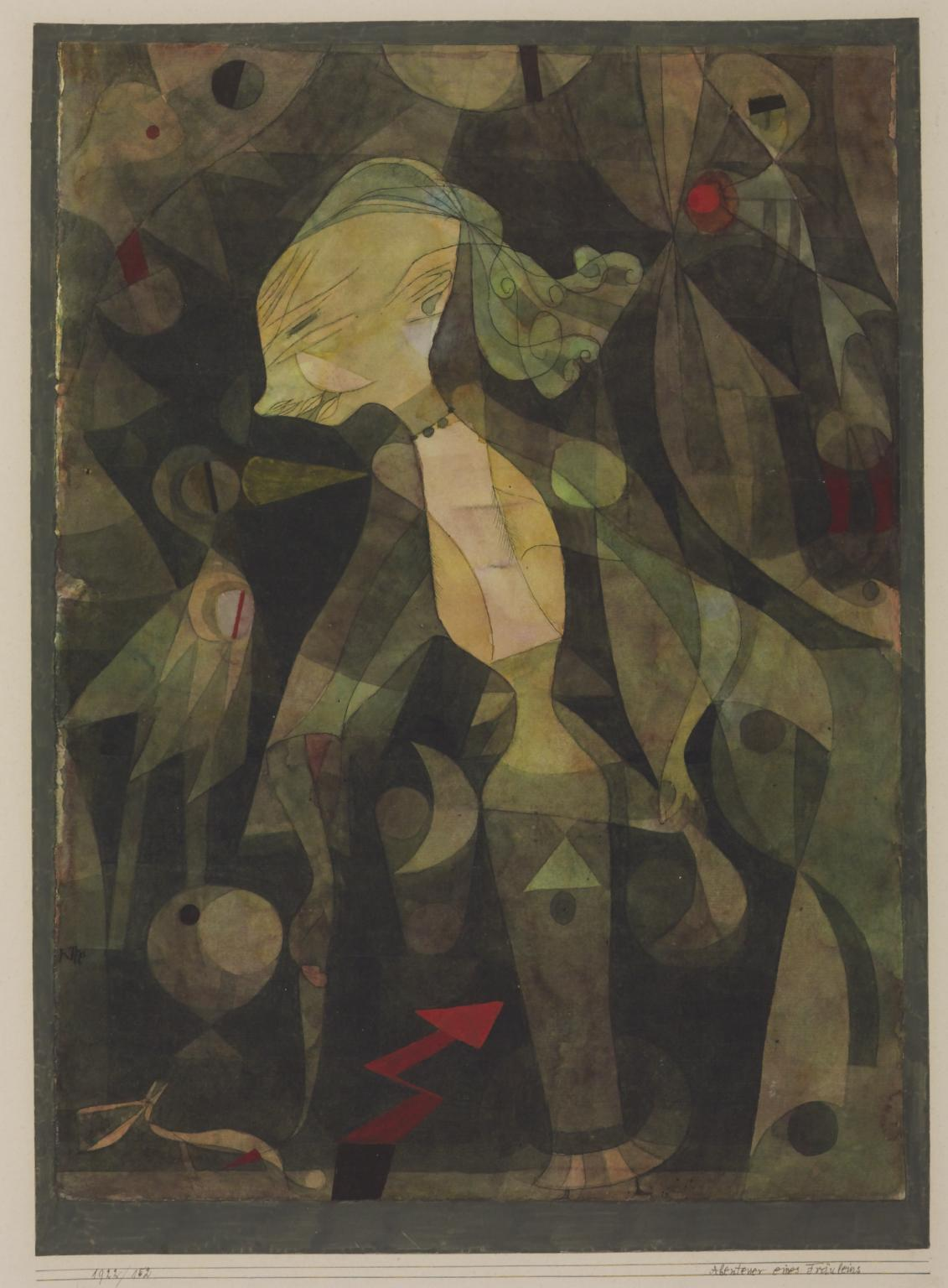
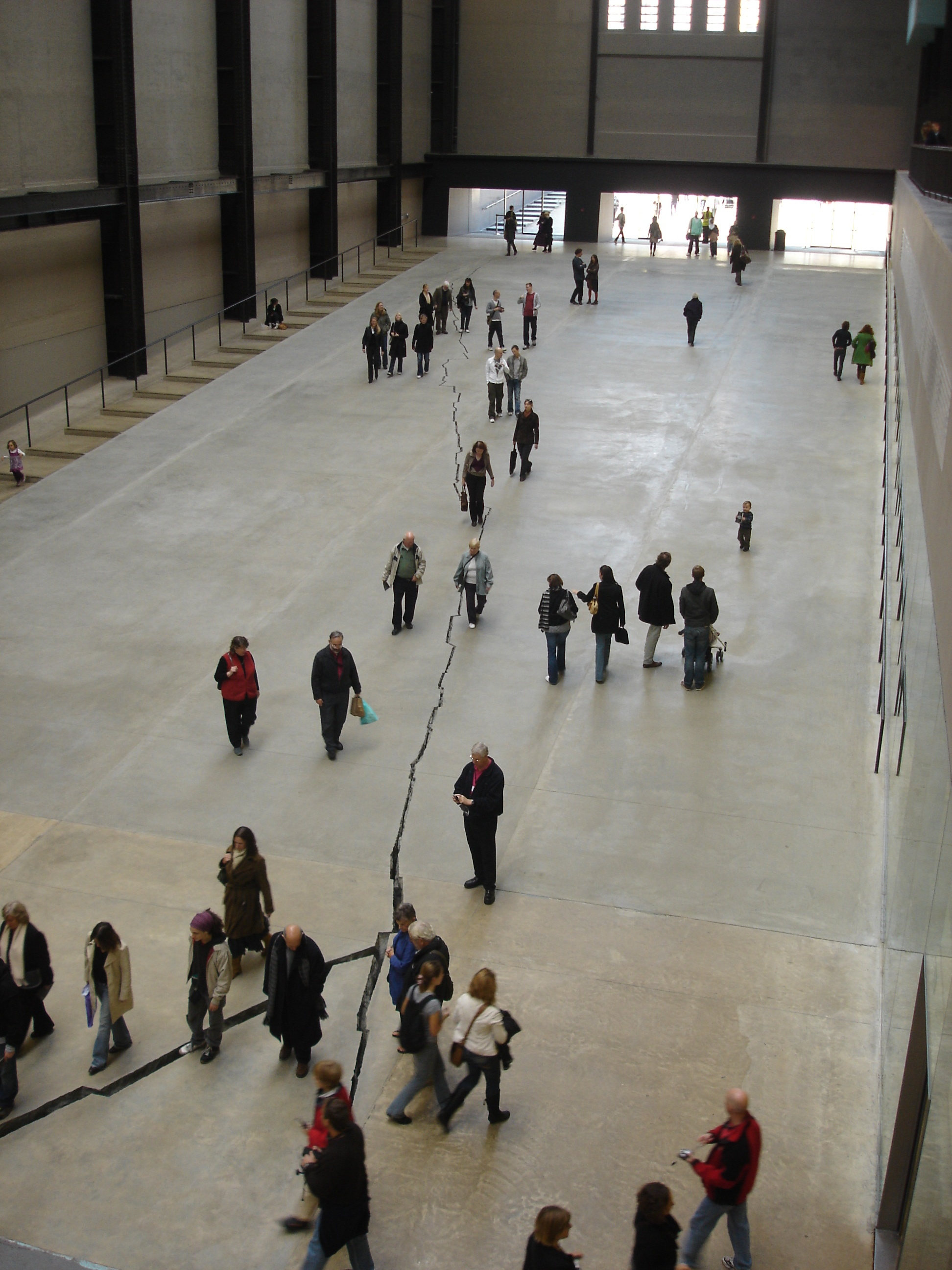
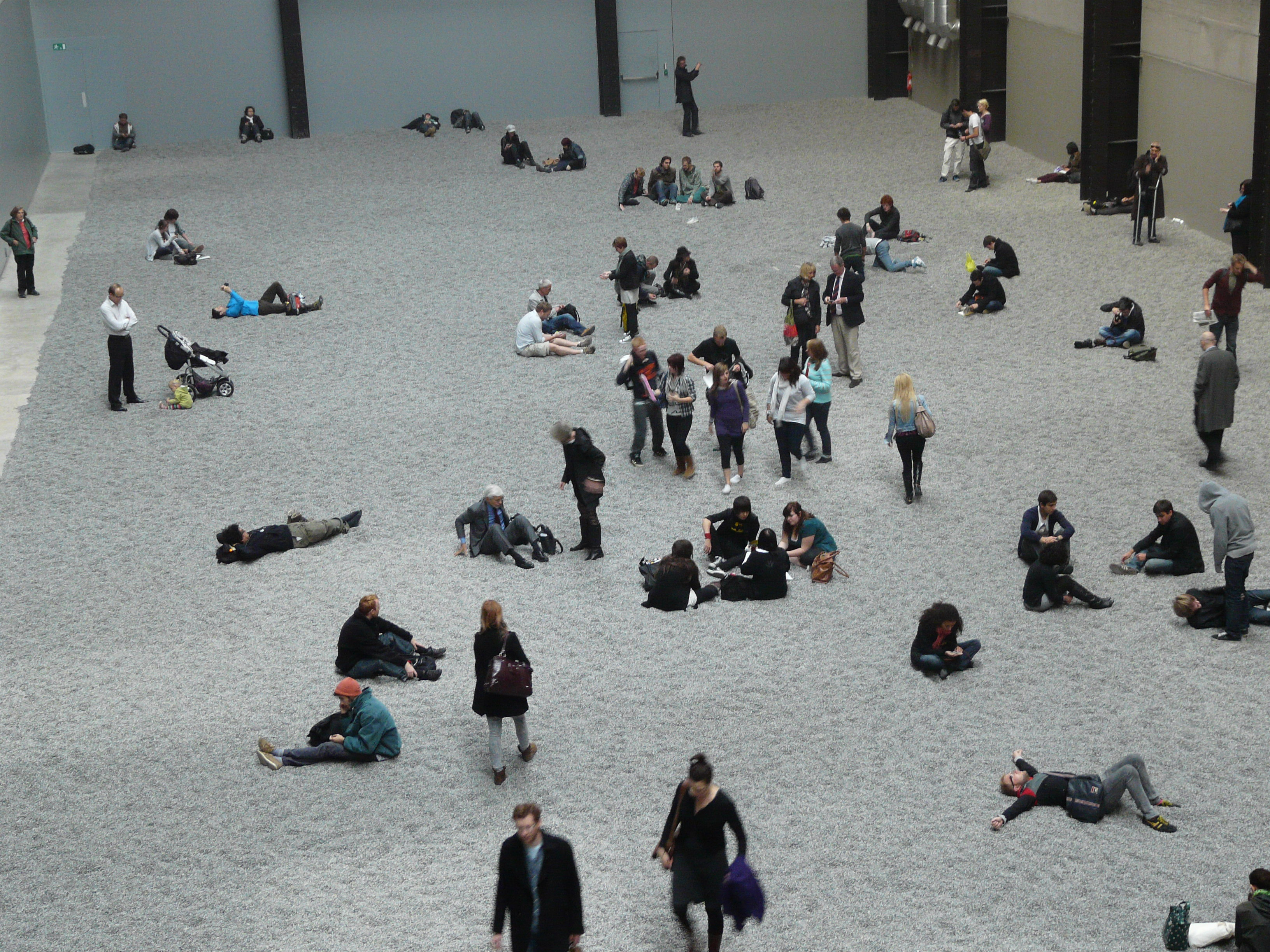
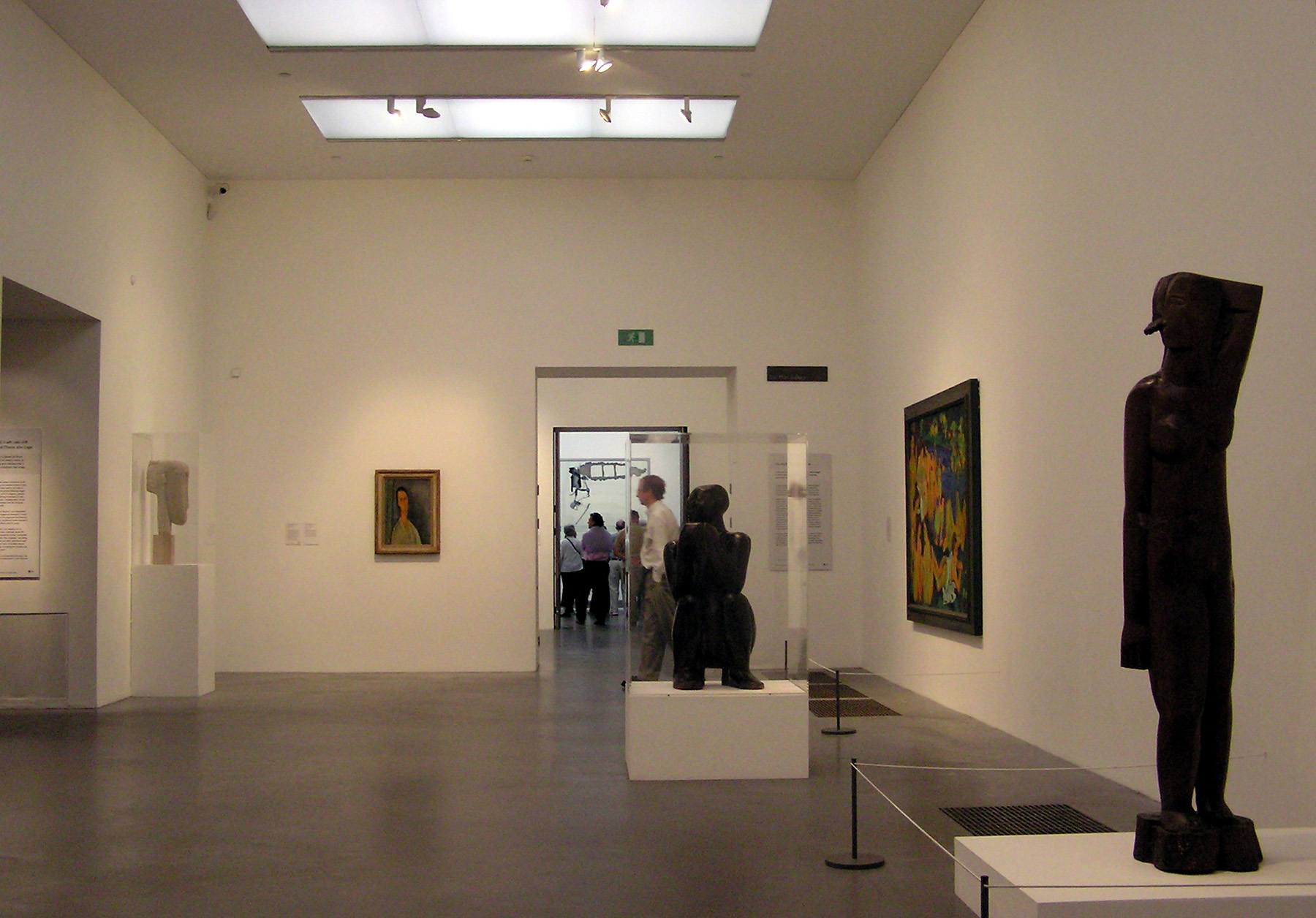
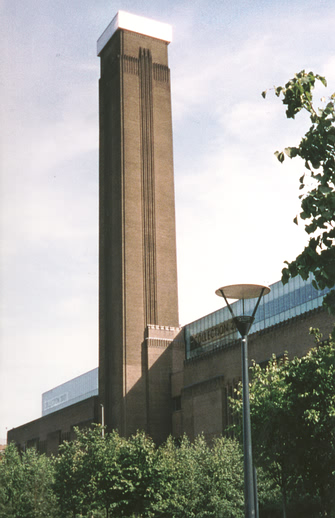
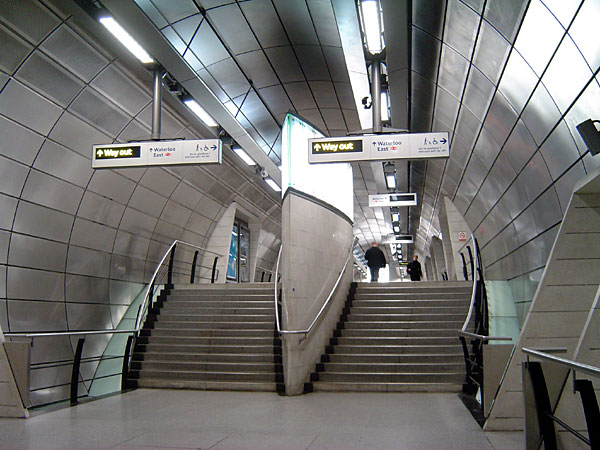
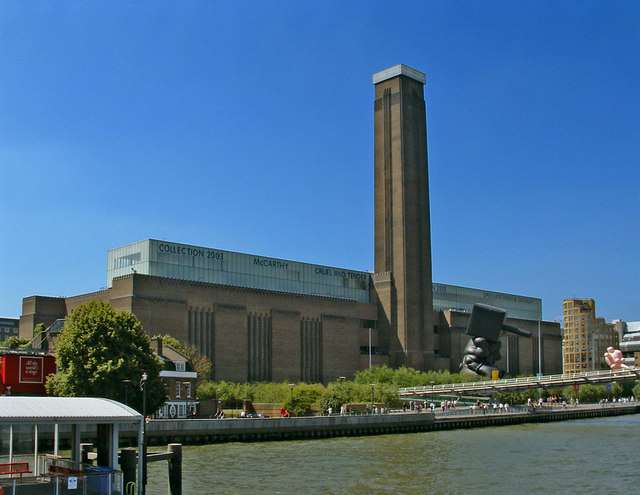
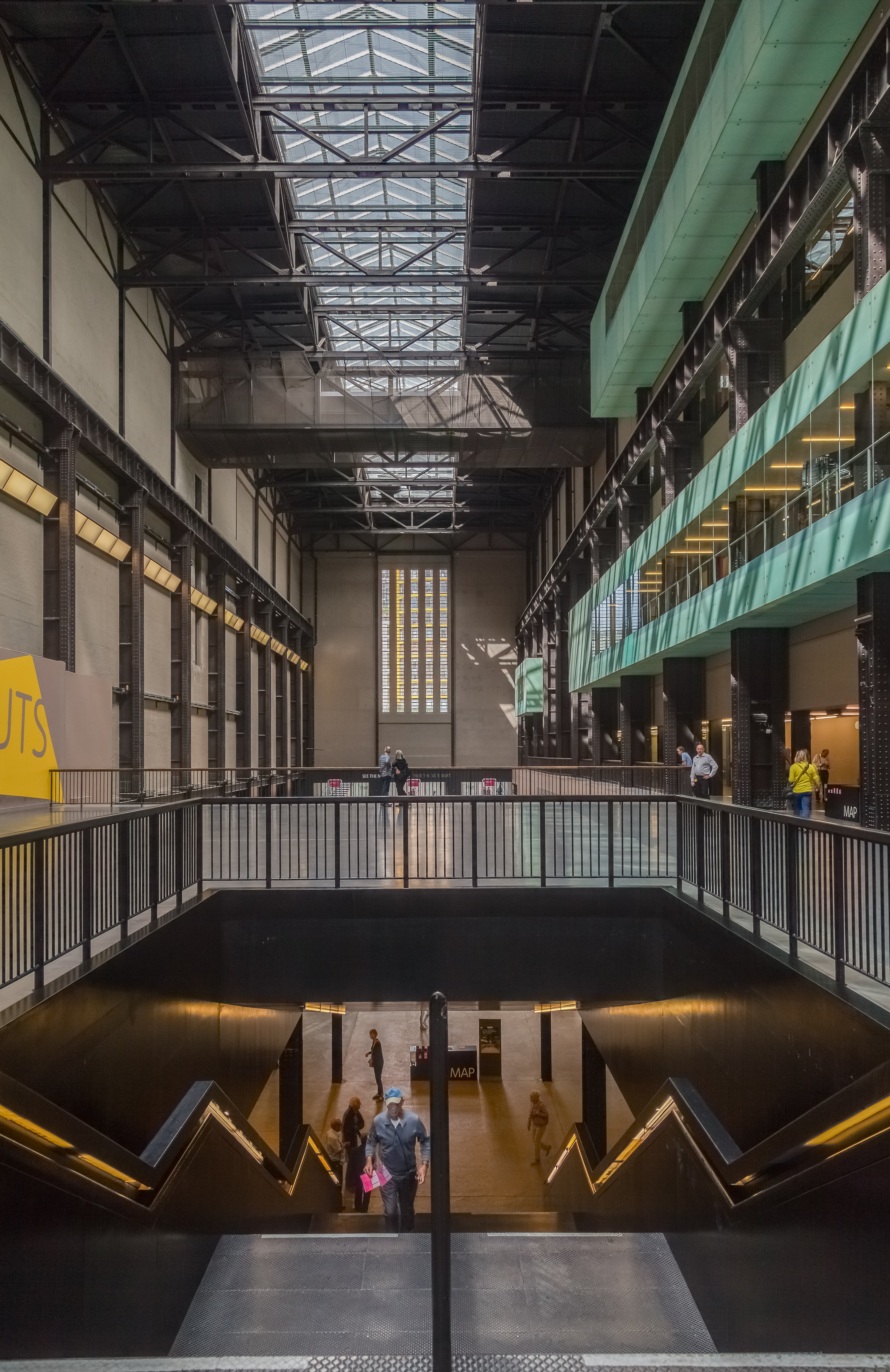